# Domfront-en-Champagne
Domfront-en-Champagne település Franciaországban, Sarthe megyében. Lakosainak száma 1062 fő (2022. január 1.). Domfront-en-Champagne Mézières-sous-Lavardin, Sainte-Sabine-sur-Longève, Aigné, La Chapelle-Saint-Fray, Conlie, Cures, Lavardin és La Milesse községekkel határos.

## Népesség
A település népességének változása:
| Lakosok száma | 1017 | 1020 | 1045 | 1034 | 1041 | 1047 | 1043 | 1055 | 1062 |
|               | 2013 | 2015 | 2016 | 2017 | 2018 | 2019 | 2020 | 2021 | 2022 |